# Ochota na lis
Ochota na lis (Охота на лис) è un film del 1980 diretto da Vadim Jusupovič Abdrašitov.

## Trama
Due giovani hanno picchiato un operaio e sono stati puniti per questo. Il lavoratore vuole sapere cosa gli è successo dopo.